# Lamprechtshausen
Lamprechtshausen è un comune austriaco di 3 883 abitanti nel distretto di Salzburg-Umgebung, nel Salisburghese.